# Sciuoglie 'e cane
Sciuoglie 'e cane è un album degli Almamegretta.

## Tracce
1. Preta d'oro
2. ‘o mare che puorte ‘ncuorpo
3. Nowhere home
4. Sulo cu tte
5. Lo stesso vento
6. El niño y la pelota
7. Polvere
8. Nun s'ave idea
9. Cinque dita
10. Murderer's blue
11. Sciuoglie ‘e cane
12. Verão
13. The neverland
14. Stella